# Автошлях Т 2515
Автошля́х Т 2515 — автомобільний шлях територіального значення у Чернігівській області. Пролягає територією Ічнянського, Бахмацького та Талалаївського районів через Кропивне — Дмитрівку — Талалаївку — Харкове. Загальна довжина — 53,7 км.

## Маршрут
Автошлях проходить через такі населені пункти:
| Автошлях Т 2515      |        |
| Чернігівська область |        |
| Ічнянський район     |        |
|                      | Р68    |
| Бахмацький район     |        |
| Кропивне             |        |
| Щуча Гребля          |        |
| Дмитрівка            | Т 2514 |
| Талалаївський район  |        |
| Червоний Плугатар    |        |
| Обухове              | Т 2530 |
| Рубанів              |        |
| Скороходове          | Т 1916 |
| Талалаївка           |        |
| Харкове              | Н07    |